# Сахалинский государственный университет
Сахалинский государственный университет (СахГУ) — высшее учебное заведение в Южно-Сахалинске.

## История
Основан в 1949 году (на основании распоряжения Совета министров РСФСР от 17 декабря 1948 года) как Южно-Сахалинский учительский институт, преобразованный в 1954 году в Южно-Сахалинский государственный педагогический институт. Изначально располагался в деревянном японском здании. 13 октября 1961 года в новом четырёхэтажном здании по ул. Ленина, 290 был торжественно открыт главный учебный корпус. В 1998 году преобразован в Сахалинский государственный университет, к которому было присоединено три колледжа, расположенных на территории Сахалинской области: Южно-Сахалинский педагогический, Александровск-Сахалинский и Сахалинский театральный. В 1999 году в состав университета вошел юридический факультет (филиал) ДВГУ, ныне Юридический институт СахГУ.
В 2012 году было принято решение о создании на базе СахГУ Технического нефтегазового института. Создание новой структуры обеспечивалось бизнесом, компанией «Эксон Нефтегаз Лимитед». Объём пожертвований со стороны компании составил $5 млн.

## Образовательная деятельность
В настоящее время в университете обучаются около 7000 студентов. Их подготовка ведется по 28 специальностям высшего профессионального образования, по 13 направлениям бакалавриата, по 4 магистерским направлениям и 17 специальностям послевузовского образования (аспирантура).
В университете 48 кафедр на которых работает более 350 преподавателей, в том числе 57 докторов наук,140 кандидатов наук и доцентов, 25 действительных членов и членов-корреспондентов российских и международных академий наук (Российской академии естественных наук, Академии социальных наук, Международной академии информатизации, Международной академии экологии и безопасности, Международной академии наук о природе и обществе, Нью-Йоркской академии).
Подготовка научных и научно-педагогических кадров высшей квалификации в СахГУ осуществляется по 15 научным специальностям аспирантуры. Вуз осуществляет подготовку аспирантов для филиалов вузов Дальневосточного федерального округа, имеющихся на территории области.

## Структура университета
В состав Сахалинского государственного университета входят следующие институты и факультеты:
- Институт филологии, истории и востоковедения;
- Институт психологии и педагогики;
- Институт естественных наук и техносферной безопасности;
- Технический нефтегазовый институт;ссылка
- Институт права, экономики и управления;
- Факультет довузовской подготовки.

Также в состав университета входят филиалы:
- Охинский филиал ФГБОУ ВО СахГУ.
- Александровск-Сахалинский колледж (филиал) ФГБОУ ВО СахГУ;

И колледжи:
- Южно-Сахалинский педагогический колледж СахГУ;
- Политехнический колледж СахГУ.

## Международная деятельность
В 1989 году между Хоккайдским университетом и Южно-Сахалинским педагогическим институтом был заключен первый международный договор о сотрудничестве. С этого момента началась международная деятельность будущего СахГУ.
В настоящее время партнёрами СахГУ являются:
- Япония:

Хоккайдский университет (школа педагогики, славянский сектор, кафедра истории и археологии);
Хоккайдский педагогический университет;
Вакканай Хокусэй Гакуэн институт;
Университет ДОТО;
Университет Хоккай Гакуэн;
Университет Хоккайдо Бункио;
Отделение археологии университета Тояма;
Университет Тохоку;
Университет Яманаси-Гакуин;
Младший колледж Яманаси-Гакуин;
Университет Тюо;
Университет Кюсю (г. Фукуока);
Институт археологии, факультет гуманитарных наук и социологии Токийского университета.
- Китай:

Харбинский педагогический университет;
Харбинский коммерческий университет.
- США:

Университет Аляски (г. Анкоридж);
Университет Аляски (г. Джуно);
Школа бизнеса Портлендского университета;
Университет штата Орегон;
University of the Incarnate Word.
- Канада:

Мемориальный университет Ньюфаундленда.
- Великобритания:

Британский фонд «Живая Планета».
- Республика Корея:

Университет Чан Анг;
Куми колледж;
Университет Донгсо.

## Руководители
- Павлов, Владимир Евгеньевич (1949—1954)
- Кузнецов М. И.
- Шлямин, Борис Александрович (1957—1961)
- Князева, Клавдия Ивановна (1959—1963)
- Афанасьев, Александр Яковлевич (декабрь 1963—1974)
- Колесников, Николай Иванович (1974—январь 1983)
- Околелов, Олег Петрович (1983—1985)
- Тлеков, Салихман Саматович (1985—1991)
- Мисиков, Борис Рамазанович (1991—2013)
- Минервин, Игорь Георгиевич (2013—2016)
- Фёдоров, Олег Анатольевич (2016—2020)
- Ганченкова, Мария Герасимовна (вр. и. о. ректора) (2020—2023)
- Самардак, Александр Сергеевич (и. о. ректора) (2023 — по настоящее время)

## Известные люди университета
- Агриколянский, Валерий Сергеевич, кандидат филологических наук, преподаватель зарубежной литературы[5].
- Коваленин, Виктор Александрович, преподаватель кафедры русского языка.
- Кошель, Пётр Агеевич, студент в 1964―1966, писатель и публицист.
- Майман, Роберт Робертович, профессор, автор учебных пособий по литературе[6][7].
- Теплинский, Марк Вениаминович, зав. кафедрой русской литературы в 1953—1970 гг.
- Георгий Александрович Карлов, студент в 1990—1994, депутат Государственной Думы Федерального собрания Российской Федерации VI и VII созыва.